# Kaiyō Yanagimachi
Kaiyō Yanagimachi (japanisch 柳町 魁耀 Yanagimachi Kaiyō; * 7. Mai 2002 in Namegata, Präfektur Ibaraki) ist ein japanischer Fußballspieler.

## Karriere
Kaiyō Yanagimachi erlernte das Fußballspielen in der Jugendmannschaft des Erstligisten Kashima Antlers. Seinen ersten Profivertrag unterschrieb er am 1. Februar 2021 bei Mito Hollyhock. Der Verein aus Mito, einer Stadt in der Präfektur Ibaraki, spielte in der zweiten japanischen Liga. In seiner ersten Profisaison kam er bei Mito nicht zum Einsatz. Sein Zweitligadebüt gab Kaiyō Yanagimachi am 2. Juli 2022 (24. Spieltag) im Heimspiel gegen den Yokohama FC. Bei der 1:2-Heimniederlage wurde er in der 62. Minute für Fumiya Sugiura eingewechselt. In seiner zweiten Saison bestritt er sechs Ligaspiele.